# Gilberto Amado
Gilberto de Lima Azevedo Sousa Ferreira Amado de Faria OSE (Estância, 7 de maio de 1887 — Rio de Janeiro, 27 de agosto de 1969) foi um advogado, diplomata, jurisconsulto, escritor, jornalista e político brasileiro.
Foi membro da Academia Brasileira de Letras, eleito em 1963. Vem de uma família de escritores, na qual se incluem seus irmãos Genolino, Gildásio, e Gilson, além de seus primos, os irmãos James e Jorge Amado. Era também cunhado do jornalista pernambucano Tomé Gibson, sendo casado com Alice do Rego Barros Gibson. Era pai de Véra Gibson-Amado, mais conhecida como Véra Clouzot, atriz do cinema francês.
Fez os estudos primários em Itaporanga, também no interior de Sergipe. Depois estudou Farmácia na Bahia e diplomou-se pela Faculdade de Direito do Recife.

## Carreira
Após conclusão do bacharelado (Faculdade de Direito do Recife) em 1909, se tornou catedrático de Direito Penal (1911-1930). Foram seus contemporâneos nos bancos acadêmicos José Américo de Almeida, que se formou na turma de 1908, e Pontes de Miranda, que se formou na turma de 1911. Em 1910 transferiu-se para o Rio de Janeiro, iniciando a sua colaboração na imprensa, no Jornal do Commercio com um estudo sobre Luís Delfino. Passou depois a ocupar uma coluna semanal, em O País. Em 1912 realizou sua primeira viagem à Europa assunto de um de seus livros de memórias e em 1913, como era então a moda, pronunciou, no salão nobre do Jornal do Commercio, a convite da Sociedade dos Homens de Letras, uma conferência em que fez o elogio do espírito contemplativo A Chave de Salomão, que no ano seguinte, juntamente com outros escritos, seria publicada em livro.
A 7 de Junho de 1923 foi feito Oficial da Ordem Militar de Sant'Iago da Espada de Portugal.

### Política
Em 1915 foi eleito deputado federal por Sergipe. Sua atuação na Câmara se fez sentir, sobretudo, através de discursos que se tornaram famosos, como o que pronunciou na sessão de 11 de Dezembro de 1916 sobre As Instituições Políticas e o Meio Social do Brasil, obra de (1924). Nos últimos anos da República Velha, exerceu mandato no Senado, até encerrar-se a sua carreira política, com a Revolução de 1930. Em 1931 chamou a atenção do país, e especialmente dos revolucionários de 30, vitoriosos mas indecisos, para problemas de direito político, como os sistemas representativos, a representação proporcional, o sufrágio universal. Depois de um curso de conferências sobre esses temas, publicou Eleição e representação (1932), de viva atualidade ainda hoje. Por essa época, voltou ao magistério superior, na Faculdade de Direito do Distrito Federal, iniciando um novo e fecundo período em sua vida, de estudos e trabalhos.

### Diplomacia
Em 1934 deu início ao que foi, desde então, a sua atividade permanente: a diplomacia. Trabalhou como consultor jurídico do Ministério das Relações Exteriores (1934), em substituição a Clóvis Beviláqua. Exerceu também as funções de embaixador em Santiago (1936), Helsinque (1938-1939), Roma (1939-1942) e Berna (1942-1943). Desempenhou vários outros cargos diplomáticos, entre os quais os de representante brasileiro na VII Conferência Internacional Americana (Montevidéu, 1923), na Conferência Pan-americana de Buenos Aires (1935) e em várias sessões ordinárias e extraordinárias da Assembleia Geral da ONU, a partir de 1947. A partir de 1948 foi membro (e muitas vezes presidente) da Comissão do Direito Internacional da ONU.

## O assassinato de Aníbal Teófilo
No dia 19 de junho de 1915, no Rio de Janeiro, no final da cerimônia de inauguração da Sociedade Brasileira dos Homens de Letras (criada por Olavo Bilac e sediada no prédio do Jornal do Commercio), os conferencistas Gilberto Amado e o poeta Aníbal Teófilo (1873-1915), autor do livro Rimas (1911), se desentenderam por causa das críticas jornalísticas de Gilberto a amigos escritores de Aníbal. Gilberto sacou um revólver e matou o poeta no salão nobre do Jornal do Commercio, no Rio. O julgamento do júri foi presidido pelo juiz Manuel da Costa Ribeiro, que também presidiu o júri que julgou Dilermando de Assis, que matara Euclides da Cunha e o júri que julgou e condenou Manso de Paiva, que assassinou o senador Pinheiro Machado no hall do Hotel dos Estrangeiros, na Praça José de Alencar, no Rio de Janeiro. Gilberto foi absolvido na justiça, mas jamais o foi pela opinião pública, enquanto durou a memória do acontecido.

## Obras
Seu legado avulta-se pela profundidade de seu pensamento, vibração de sua personalidade, domínio do seu instrumento verbal e a gama de assuntos de que se ocupou.
| Memórias: - História de Minha Infância (1955); - Minha formação no Recife (1955); - Mocidade no Rio e Primeira Viagem à Europa (1956); - Presença na Política (1958); - Depois da Política (1960); Estudos filosófico-literários e político-sociais: - A Chave de Salomão (1914); - Grão de Areia (1919); - Aparência e Realidades (1920); - As Instituições Políticas e o Meio Social do Brasil (1924); - Espírito do Nosso Tempo (1932); - A Dança Sobre o Abismo (1932); - Eleição e representação (1932)., | Romances: - Inocentes e Culpados (1914); - Os Interesses da Companhia (1942). Poesias: - Suave Ascensão (1917) Crônicas: - Dias e Horas de Vibração (1933) - Impressões de Viagem (1933). |